# 妈妈巴克
凯特“妈妈”巴克（英語: Kate“Ma”Barker，原姓 Clark，1873年10月9日—1935年1月16日），绰号“妈妈”巴克（Ma·Barker）, 亦被称为亚利桑那·巴克（ Arizona·Barker）, 是公敌时代的著名罪犯，她和她的儿子共同组成了巴克帮，一般进行流窜作案。
巴克帮在与FBI的枪战中覆灭之后，妈妈巴克作为无情的女性帮派头目组织自己的儿子犯罪的形象开始广为人知。埃德加·胡佛称其为“近十年中最邪恶、最危险也是最狡猾的犯罪首脑”。妈妈巴克一直以来都在电影、歌曲和文学作品中被描绘为一个怪物般的母亲，然而认识她本人的人却坚称她没有参与犯罪。

## 家庭生活
妈妈巴克原名亚利桑那·克拉克，生于密苏里州的灰林市。双亲名为约翰·克拉克和埃米琳·克拉克（娘家姓帕克），她在家里的小名是“艾瑞”。1892年她嫁给了乔治·巴克，定居密苏里州的劳伦斯郡，并育有四子：赫尔曼 (1893–1927), 劳埃德 (1897–1949), 阿瑟(1899–1939) 和 弗雷德(1901–1935). 根据1910到1930年的人口普查以及1916年到1928年塔尔萨市通讯录，乔治·巴克曾从事一系列的底端工种：1916年到1919年受雇于 Crystal Springs Water Co；1920年代曾经做过农民，警卫，车站工程师以及店员。一份FBI的档案中他被描述为“庸碌无为”，并且记载巴克夫妇完全不在意儿子们的教育问题，以至于他们“或多或少都是文盲”

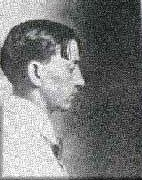
赫尔曼·巴克在警方的档案照片

巴克家族的儿子们早在1910年就开始犯罪了：大哥赫尔曼·巴克犯下拦路抢劫罪，并在逃逸过程中碾过了一个小孩，最终被捕。在接下来的几年中，赫尔曼和他的弟弟们不断涉足犯罪，罪行也越来越严重，甚至包括抢劫和谋杀。他们随之被吸收进中央公园帮并开始有组织犯罪。赫尔曼1927年8月29日死于堪萨斯州的威奇托。当时他正参与抢劫并与警方对峙，并在近距离向一位警官的嘴开枪，并射杀之。在逃跑过程中出了车祸并身受重伤，赫尔曼随后自杀以拒捕。1928年 巴克家的其余三个男孩也全部入狱服刑：劳埃德被收押于堪萨斯州莱文沃思联邦监狱；阿瑟被收押于俄克拉荷马州立监狱，弗雷德也被关进堪萨斯州立监狱。
乔治最后一条跟妻子同居的记录是1928年的塔尔萨市通讯录。有人说他最终被妻子扫地出门，也有人认为他最终因为无法忍受自己充斥着犯罪的家庭。根据作家米里亚姆·艾伦·德福德的说法, 乔治在赫尔曼自杀以及其他儿子入狱以后，“彻底放弃并静静地离开了”。然而FBI有其他的说法：乔治抛弃家庭是因为艾瑞“道德观念不强”“在外面有其他的男人”。而且，尽管乔治没有参与犯罪，他也对儿子们的犯罪乐享其成——在儿子们死后以血亲身份要求继承遗产。巴克家庭的一位朋友回忆，乔治和艾瑞曾经就儿子们堕落的生活起过争执。艾瑞对儿子们的罪行表示认可，而乔治则拒绝接受他们。当劳埃德被释放后二人的矛盾激化了，乔治拒绝接济儿子，要他为自己的罪行赎罪；而艾瑞尽其所能地帮助她的儿子们，无论他们做了什么。
1928年到1931年期间， 妈妈巴克生活在“令人痛苦的贫困中”，栖身于一间“沙土地的窝棚”，没有丈夫，没有工作，所有的孩子都在监狱里。FBI暗示她就是在这段时间里开始变得对男女关系“随便”了 。截至1930年她与名为阿瑟·邓洛普的无业男子同居，在1930年的塔尔萨人口普查中她被登记为邓洛普的妻子。1931年弗雷德获释，她的情况也开始好转。弗雷德和狱友阿尔文·卡皮斯合伙创建了巴克-卡皮斯帮，二人进行了一系列抢劫活动。1931年12月19日，他们在密苏里州西原市杀害了警官罗伊·凯里，不得不外出避风头。妈妈巴克和其情夫邓洛普也随之同行。在流窜作案过程中，他们使用了一系列化名。当时的一份通缉令悬赏100美元缉拿同谋“老妇人艾瑞·巴克”。 自此她在团伙中就被称为“凯特”。

## 圣保罗和威斯康辛
1932年阿瑟被释放以后，他加入了弗雷德和卡皮斯。除了以上核心成员以外，团伙还吸收了其他次要分子。帮派一度以芝加哥为据点，但因为卡皮斯不想为艾尔·卡彭工作，他们随后决定离开芝加哥。诈骗犯杰克·菲弗建议他们前往明尼苏达州的圣保罗，当时此地被认为是通缉犯的天堂。巴克-卡皮斯帮的最恶名昭彰的罪行就是在他们搬去圣保罗之后犯下的。当时他们租住在镇上和周边的一系列出租屋里。帮派得到了当地腐败的警长托马斯·“大汤姆”·布朗的庇护，并且在他的建议下，从抢银行转做绑架。
妈妈巴克的事实上的丈夫，阿瑟·邓洛普据说喝醉之后会变得口无遮拦，因此失去了同伙的信任。卡皮斯描述他为“屁股上的痛处”。团伙藏身处的一个当地居民 看了《真实侦探》杂志上的照片后认出了他们并报警。由于警长布朗提前通风报信，团伙最终逃脱了追捕。他们认为是邓洛普酒后胡言走漏了风声，于是在逃窜过程中杀死了他。邓洛普赤裸的尸体在威斯康辛的韦伯斯特被发现，头部有一处致命枪伤。至于警长布朗，虽然没有直接证据表明其通风报信，也被降级为侦探并随后开除出警察机关。 团伙一度流窜到了威斯康辛的梅诺莫尼。
在此期间弗雷德曾多次转移他的母亲的位置。这样做的目的是为了把她隔绝在团伙的机密信息之外，同时她跟团伙成员的女人们也处不来。FBI 也证实了这一点。认为妈妈巴克总是棒打鸳鸯，以至于“团伙中的其他女人”都躲着她到了1933年大多数帮派成员都回到了圣保罗，计划绑架两名当地富商。他们首先成功绑架了William Hamm并勒索到100,000美元的赎金，之后又计划绑架爱德华·布莱默并勒索到了200,000美元赎金。通过使用当时尚属新技术的指纹鉴定，FBI查出绑架William Hamm的嫌犯正是巴克-卡皮斯团伙。由于FBI的介入加之警方保护伞已经不复存在，匪徒们决定离开圣保罗，回到了芝加哥，为妈妈巴克租了房子并着手洗钱。

## 死亡

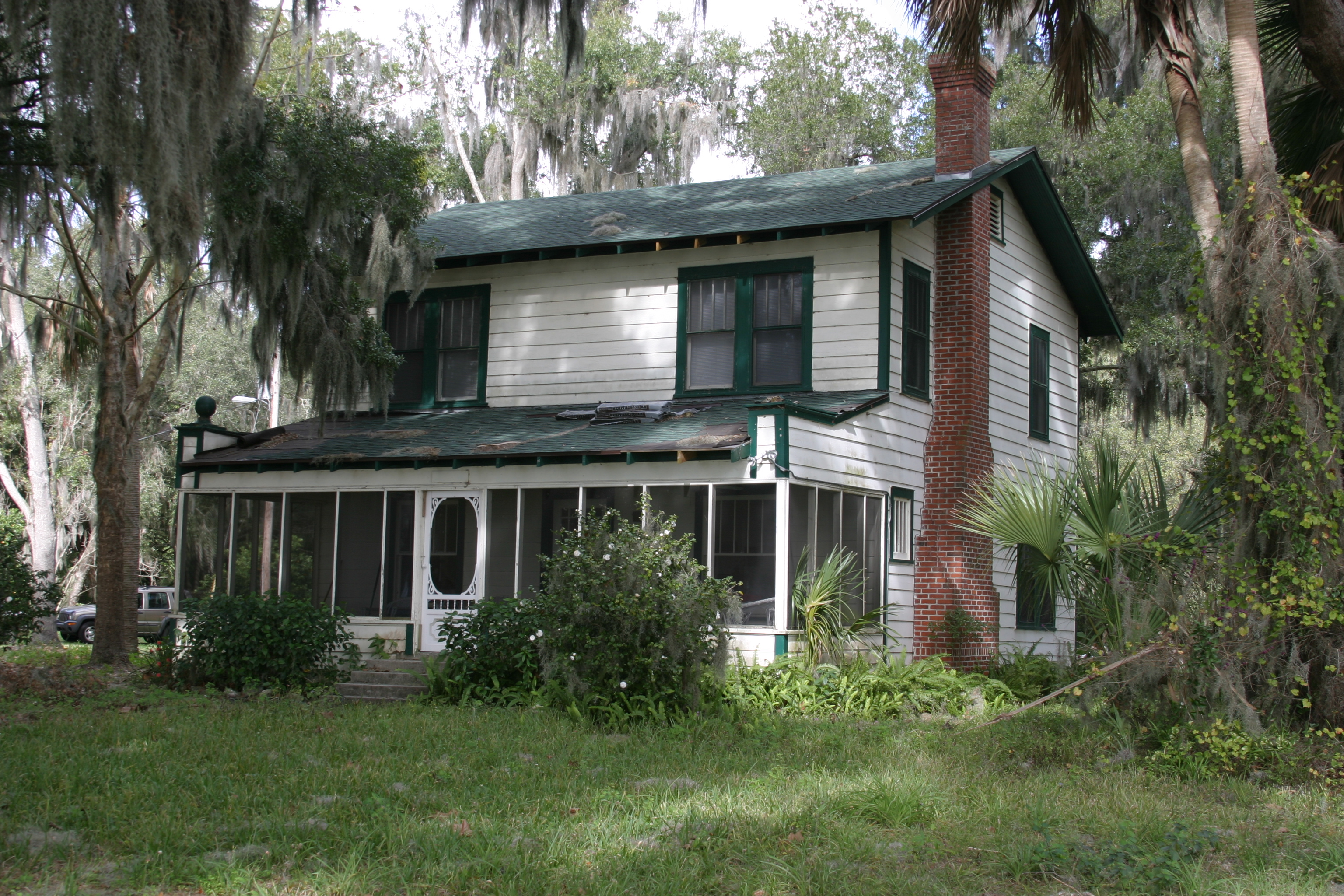
妈妈巴克和弗雷德殒命处，位于佛罗里达威尔湖畔。二人死于左上角的房间

1935年1月8日，阿瑟·巴克在芝加哥被捕，FBI随即侦知了妈妈巴克和弗雷德的藏身处。阿瑟携带的一张地图中标明其他的团伙成员正藏身于佛罗里达的奥克拉瓦哈。另外在一封信中提到了一条名为“Joe”的鳄鱼。根据这些信息FBI很快定位了团伙成员藏身的房子。妈妈巴克等人化名“布莱克本”并声称是来当地度假的母子，租住了一间别墅。
1935年1月16日清晨探员们包围了位于13250 East Highway C-25的这间房子。他们不知道的是，卡皮斯和其他团伙成员三天前已经离开了，当时房中只有弗雷德和他的母亲 。在接到投降命令以后弗雷德开枪拒捕，经过数小时的密集枪战，弗雷德和他的母亲都被射杀。据说当时很多当地人都凑来看热闹，甚至在附近野餐。交火停止以后，FBI命令当地的房屋管理员威利·伍德伯里穿着防弹衣先屋核查，后者随后报告屋里已经没有活人了。
二人的尸体都位于同一间朝前的卧室。弗雷德已经被子弹打成了筛子，而其母的身上只有一处枪伤。FBI的报告中称她手中有一把汤普森冲锋枪 其他报告中则指枪在二人的尸体中间。两具尸体首先被示众，随后被保存起来，直到1935年10月1日家属把他们葬在赫尔曼·巴克的旁边。墓地位于俄克拉荷马州韦尔奇的威廉姆斯·蒂伯希尔公墓。